# OTP banka Srbija
Vojvođanska banka (nome legal completo: Vojvođanska banka ad Novi Sad) é um banco que opera na Sérvia, com sede em Novi Sad. É membro do OTP Bank Group, com sede na Hungria.

## História
O grupo húngaro OTP Bank entrou no mercado bancário sérvio sob o nome "OTP banka Srbija" em 21 de maio de 2007, sendo formado através da fusão de três bancos sérvios: Niška Banka ad Niš, Zepter banka ad Anúncio de banca de Belgrado e Kulska Novi Sad.
Em dezembro de 2017, o OTP Bank comprou 100% das ações da Vojvođanska banka do Banco Nacional da Grécia, tornando-se assim o sexto maior banco comercial da Sérvia, com uma participação no mercado bancário de 6%.
Em maio de 2019, foi finalizado o processo de integração do OTP banka Srbija e Vojvođanska banka, e o OTP Bank como proprietário majoritário decidiu operar com o nome "Vojvođanska banka" no mercado sérvio. A partir de 2019, o Vojvođanska banka está entre os dez maiores bancos da Sérvia em tamanho de ativo. Com a quarta maior rede da Sérvia, quatro centros regionais de negócios para pequenas e médias empresas e com mais de um milhão de clientes, o Vojvođanska banka cobre todo o território do país.
Em setembro de 2019, o OTP Bank comprou oficialmente a Société Générale Srbija depois que o acordo foi firmado em dezembro de 2018 e o processo de integração está planejado para ser finalizado em 2021.

## Galeria

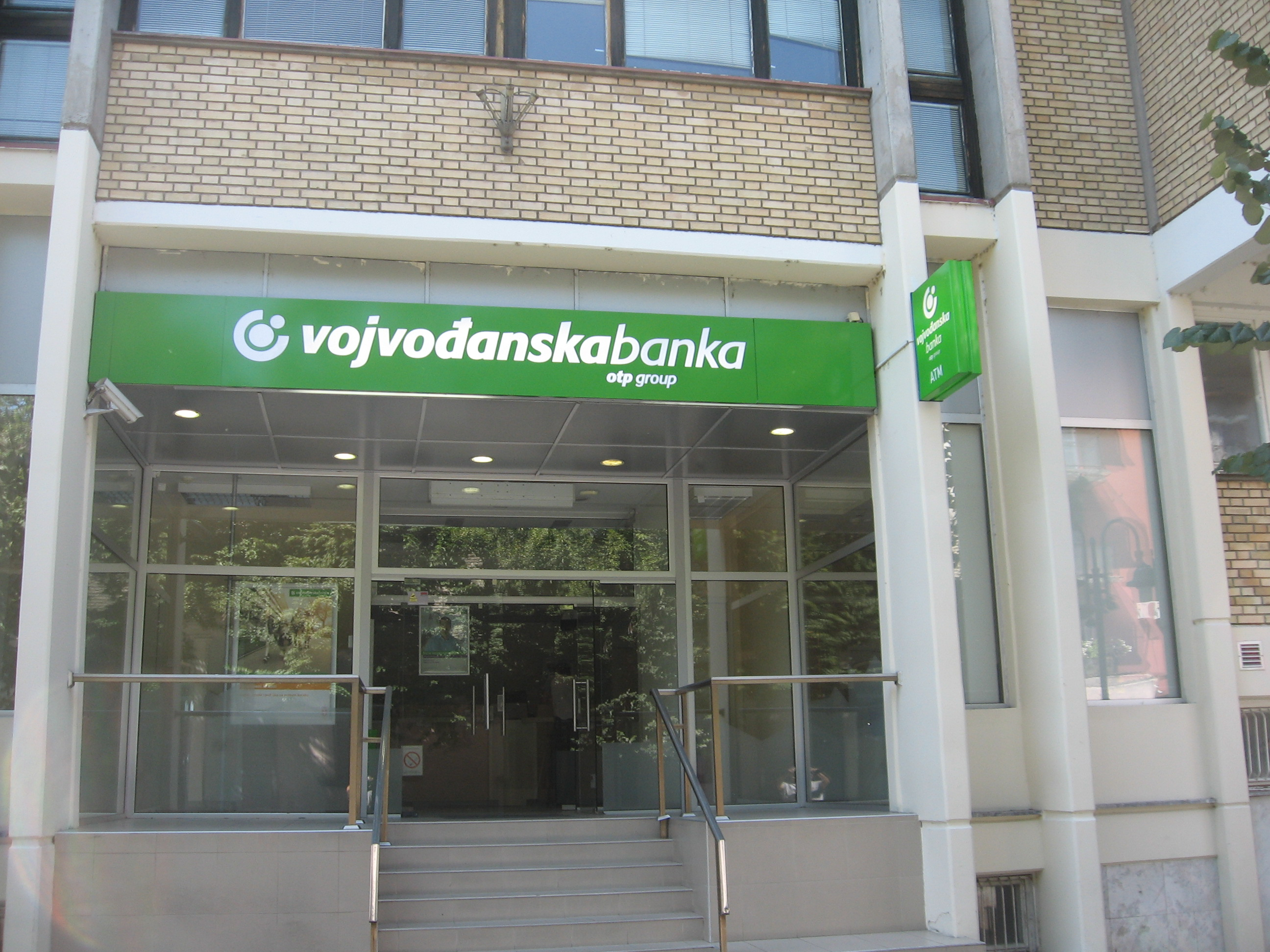
Filial em Apatin
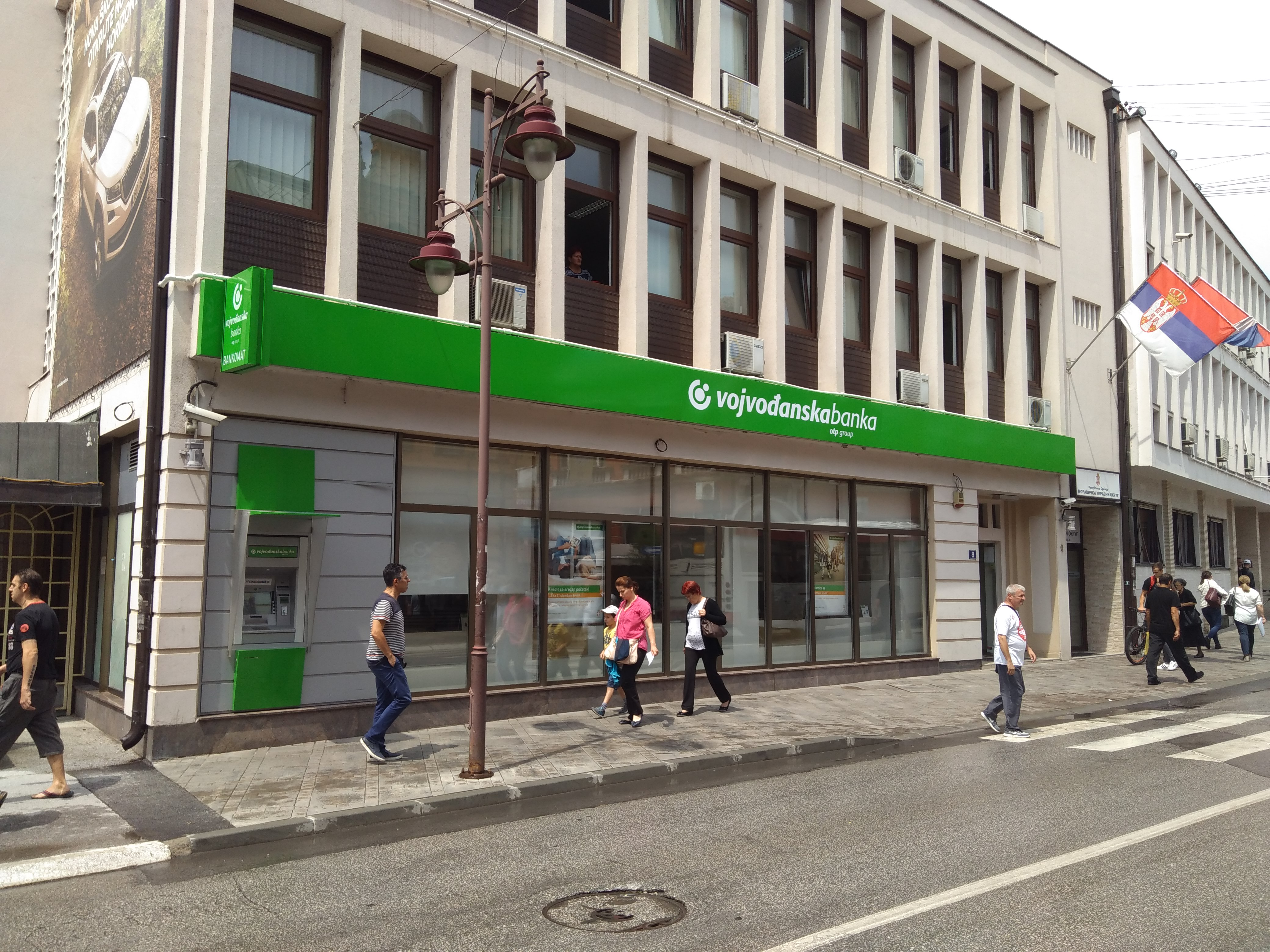
Filial em Čačak
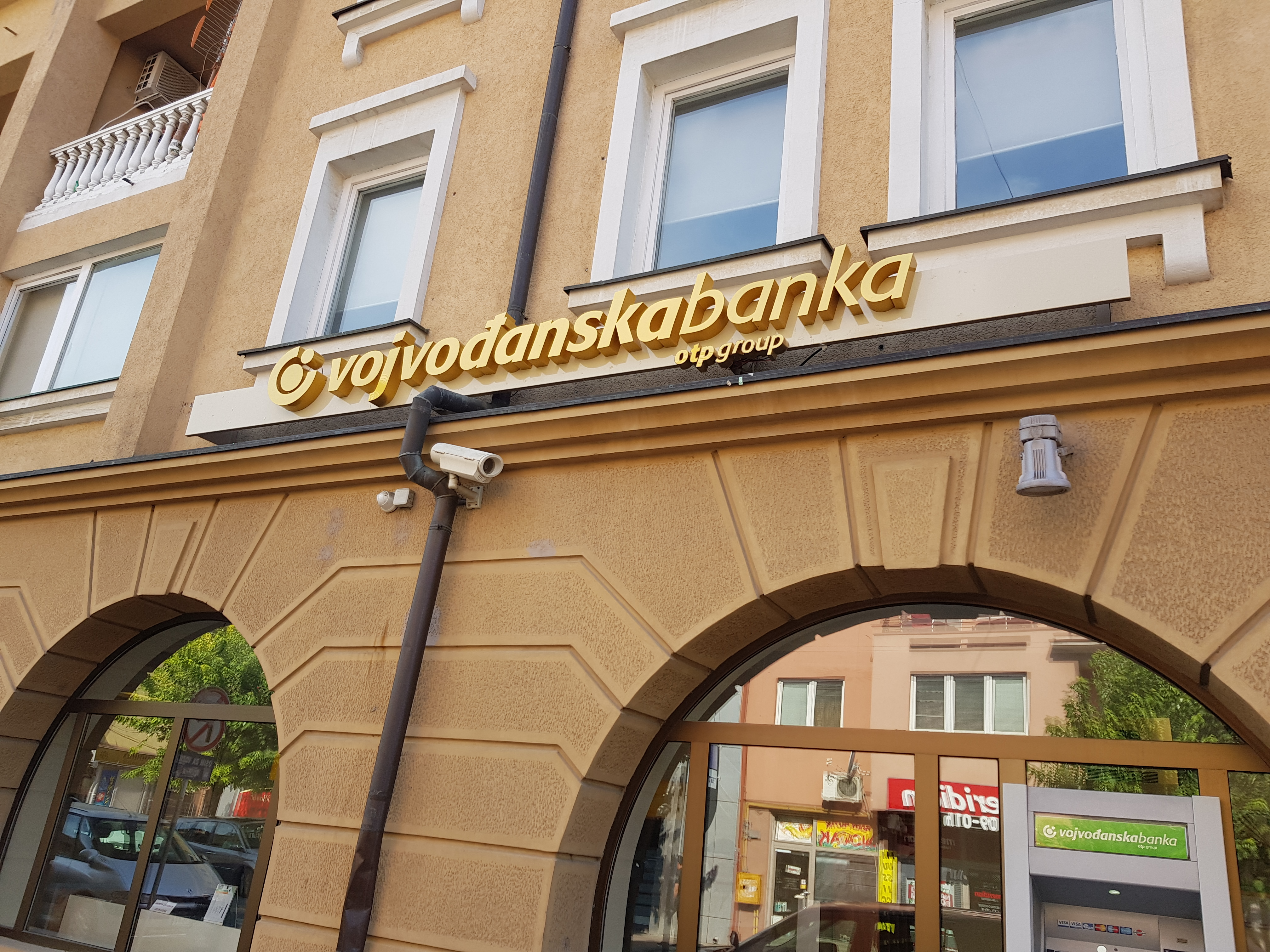
Filial em Jagodina
Banco Vojvodjanska em Zrenjanin